# Maria Lluïsa Serra Belabre
Maria Lluïsa Serra Belabre (Maó, 21 de juliol de 1911 - Maó, 19 de novembre de 1967) fou una arqueòloga, historiadora i arxivera. Filla il·lustre de Maó (1971), fou directora de diversos museus i institucions culturals menorquines, participant en nombroses excavacions durant tota la seva vida. Fou una de les grans divulgadores dels patrimoni de Menorca, organitzant exposicions d'art, història, arqueologia, així com des de la seva vessant d'investigadora.

## Orígens i formació
Va néixer a Maó, on passà la seva infantesa i hi estudià. No obstant això, cal mencionar que viatjà sovint a la resta d'Espanya i a l'estranger, gairebé sempre per motius professionals. Va iniciar els estudis de batxiller a l'Institut Nacional de Segona Ensenyança de Maó el curs 1923-24. El 1949 es llicencià en Filosofia i Lletres a la Universitat de Barcelona amb una especialització en història, i començà a treballar en qüestions d'investigació històrica de la mà de Vicens Vives. El 1951 realitzà cursos de doctorat en la mateixa Universitat de Barcelona i començà a treballar com a directora del Palau d'Arxius, Biblioteques i Museus de Maó.

## Vida professional
Entre 1953 i 1963, fou nomenada directora de diverses institucions. El 1953, per exemple, inicià una nova trajectòria com a directora del Museu Provincial de Belles Arts de Maó. Durant la seva etapa en aquests institució dedicà molts esforços a incrementar les col·leccions del centre amb peces arqueològiques procedents directament de jaciments així com l'augment del fons artístic a través de la compra i la promoció dels dipòsits efectuats per particulars. Alhora, també organitzà diverses exposicions que motivaren el coneixement i estudi dels béns artístics menorquins en un sentit força ampli. El 1954 va ingressar al Cos Facultatiu d'Arxivers, Bibliotecaris i Arqueòlegs després de superar unes oposicions. El seu interès per la promoció de la cultura feu que amb els anys aconseguís crear una xarxa de biblioteques municipals en gairebé tots els municipis de Menorca (1967). Fou nomenada directora del museu provincial (1953), de la biblioteca i l'arxiu històric de Maó (1955) i de la Casa de Cultura de Maó (1957).
Alhora, en aquesta faceta com a promotora del món artístic, Serra aconseguí reunir artistes emergents en diverses exposicions col·lectives celebrades al museu entre 1955 i 1965. Auesta tasca donà suport a alguns grups artístics d'avantguarda. Les mostres dedicades a Arnulf Björndal, fundador del Grup Menorca, i Hilario Giner (1965), ceramista, en són dos bons exemples. En aquesta línia també ca mencionar l'exposició del Grup Menorca (1963) promoguda per Serra conjuntament amb Joan Vives Llull, vocal del Patronat del Museu.

### Activitat acadèmica
Fou una dona dinàmica, intel·ligent, treballadora i voluntariosa que va bolcar-se en l'estudi de l'arqueologia; de fet, va fer troballes arqueològiques i les seves investigacions són prou conegudes en aquest camp. Cal destacar el descobriment de diverses basíliques paleocristianes: Es Fornàs de Torelló, Illa del Rei (Maó) i es Molinet des Cap des Port (Fornells). Alhora, també resulta rellevant la seva tasca d'investigació en els camps de la història i l'art. Publicà diversos llibres, així com articles en revistes especialitzades i premsa, promovent activament la difusió del patrimoni menorquí.
Després de col·laborar amb Joan Flaquer i Fàbregues, fou nomenada delegada insular del Servei Nacional d'Excavacions. A partir de 1958, arran de passar a formar part d'un equip d'investigació dirigit pel professor Lluís Pericot i Garcia, per a estudiar l'edat del bronze de les Illes Balears, participà en les excavacions d'una sèrie de jaciments corresponents a la cultura talaiòtica: Sant Vicenç d'Alcaidús (Alaior), poblat de Son Catlar (Ciutadella de Menorca), Talatí de Dalt (Maó), les navetes de Rafal Rubí (Alaior) i la Naveta des Tudons (Ciutadella). Altres col·laboradors d'aquest equip varen ser Maria Petrus, Guillermo Rosselló Bordoy i Eduardo Ripoll i Perelló.
De totes aquestes excavacions sorgiren una gran quantitat d'articles científics, conferències i ponències. De fet, va participar en congressos tant nacionals com internacionals i, gràcies a ella, va celebrar-se a Menorca l'abril de 1967 el X Congrés Arqueològic Nacional. De la mateixa manera, també es van promoure les restauracions de monuments i jaciments de l'illa, com és el cas de la Naveta des Tudons.
Paral·lelament a la intensa activitat arqueològica cal assenyalar la direcció d'una «Història de Menorca», que quedà truncada amb la seva mort. Fou condecorada amb l'Orde d'Alfons X el Savi i la Creu del Mèrit Naval. Era acadèmica de la Reial Acadèmia de Belles Arts de San Fernando, delegada a Menorca de la Direcció General d'Arxius i Biblioteques i de la Direcció General de Belles Arts. Entre 1964 i 1967 podem trobar el nom de Maria Lluïsa com a vocal electa del consell de redacció i administració de la Revista Menorca, en la qual participà activament.
Morí el 1967 com a conseqüència d'un càncer. L'endemà de la seva mort van aparèixer en premsa una sèrie de necrològiques recordant la seva vida i obra. El 1969 el grup filharmònic de l'Ateneu de Maó li dedicaria la peça titulada Remembranza de una ilustre menorquina. També fou nomenada filla predilecta de Maó i el 1973 va crear-se el premi Maria Lluïsa Serra, que premia treballs d'investigació. Així mateix, el 2011, en el centenari del seu naixement, el Consell Insular declarà l'any Maria Lluïsa Serra, i se celebrà una exposició sobre la seva figura al Museu de Menorca.

## Obra
- Una basílica paleocristiana en Menorca. A: Actes del V Congrés Nacional d'Arqueologia. Saragossa, 1957.
- De arqueología menorquina. A: Revista de Archivos, Bibliotecas y Museos. Núm. 69. Any 1961.
- Limpieza y excavación de la estación talayótica de Alcaidús (Menorca). A: VI Congrés Nacional d'Arqueologia. Oviedo, 1959.
- De arqueología menorquina: círuclos. A: Revista de Menorca, 1961.
- Monumentos de Menorca con cubierta de piedra. A: VII Congrés Nacional d'Arqueologia. Barcelona, 1960.
- Resumen de los estudios y trabajos sobre arqueología menorquina. El Museo provincial de Bellas Artes de Mahón. A: Lealtad. Palma: 1962.
- El ilustrísimo señor don Juan Flaquer i Fàbregues. A: Revista de Menorca, 1963.
- Notícia de l'arqueologia menorquina i del museu provincial de Belles Arts de Maó. A: Serra d'Or. Montserrat, 1964.
- Los círculos de Alcaidús. Su relación con los monumentos de Malta. A: VIII Congrés Nacional d'Arqueologia, Sevilla-Málaga. Zaragoza, 1964.
- La naveta oriental de Biniac (Alayor-Menorca). A: Pyrenae. 1965.
- Contribución al estudio de las taulas, Talati y Torre Llafuda. A: Crónica del IX Congreso Nacional de Arqueología, Valladolid, 1965. Zaragoza: 1966.
- La basílica cristiana de la Isla del Rey (Mahón). A: Actas de la primera Reunión Nacional de Arqueología Paleocristiana. Vitoria: 1967.
- Diversos articles. A: 2a. Circular, Programa y Guía del X Congreso Nacional de Arqueología, Mahón, 1967. Zaragoza: 1967.